# Кадыланьи (река)
Кадыланьи — река на острове Сахалин.
Впадает в Залив Пильтун Охотского моря. Протекает по территории Охинского городского округа. Берёт начало на северном склоне горы Командная. Общая протяжённость реки составляет — 51 км. Площадь её водосборного бассейна насчитывает 440 км². Крупные притоки: правый — Кенига (38 км); левый — Гыр-гыланьи (20 км). На реке располагался посёлок Нефтегорск.

## Данные водного реестра
По данным государственного водного реестра России относится к Амурскому бассейновому округу.
Код объекта в государственном водном реестре — 20050000212118300000210.